# Somogyi Pincészet
A Somogyi pincészet a Pécsi borvidék egyik történelmi korú látványpincészete, ahol minőségi borok készülnek már generációk óta. A baranyai megyeszékhely belvárosában található pincészet 2003-ban nyitotta meg kapuit megújult külsővel. Az eredeti pincét Dévényi Sándor építész tervezte, amit Bachmann Zoltán Kossuth-díjas építész tervei alapján 2000 után kibővítettek. A belsőépítészeti munkákat B. Sós Klára, a kapukat Bicsár Vendel ötvösművész készítette. A pincészet előtti parkban Rétfalvy Sándor szobrászművész Bacchus-szobra található.

## Fontosabb adatok
A 400 m²-es területű látványpincészet legöregebb bora 1996-os évjáratú. Érdekesség, hogy a Széchenyi tértől öt percre található pincészetnek van Cirfandli ültetvénye a pécsi borvidéken, Hosszúhetényben (1,5 hektár), mert a cirfandli Pécs város zászlós bora. Magyarországon nagyon kevés van belőle, összesen kb. 20 hektár, ezen kívül a világon csak Burgenlandban termesztik. Nehéz fajta, rothadékony, képes aszúsodásra, jó években késői szürettel nagyon szép édes, fűszeres bor készíthető belőle.
A Somogyi pincészetnek nincsenek egy-egy fajtából nagy tételei, egyedi termékei máshol nem kaphatóak. A Somogyi család borait a mintegy 28 hektárnyi szőlőből állítja elő. A borok feldolgozása Villány mellett, Kisjakabfalván történik. Országosan és nemzetközi versenyeken is több díjat nyert a pincészet. A cifrandli kétszer nyerte el a Pécs város bora címet (1998,1999).

## Fő fajták
cabernet sauvignon, cabernet franc, pinot noir, merlot, zweigelt, kékfrankos, Kékoportó, kadarka, Cserszegi fűszeres, olaszrizling, cirfandli, valamint több kísérleti fajta.

## Külső hivatkozások
- A pincészet hivatalos oldala.
- A www.pecsmecsekiborut.hu oldaláról.[halott link]
- A www.bor-neked.hu oldaláról.
- A www.pecs.hu oldaláról.
- A borozunk.hu oldaláról.